# Annette Ferguson
Annette Mairi Nelson Ferguson FRSE (* 20. Jahrhundert in Dumbarton) ist eine schottische beobachtende Astrophysikerin, spezialisiert auf Galaxienentwicklung. Sie ist Professorin am Institute for Astronomy, Edinburgh, und ist Inhaberin des Personal Chair für Observational Astrophysics an der School of Physics and Astronomy, University of Edinburgh.
Ferguson promovierte im Jahr 1997 in Astrophysik an der Johns Hopkins University in Baltimore. Im Anschluss arbeitete sie am Institute of Astronomy, Cambridge, am Kapteyn Astronomical Institute in Groningen und am Max-Planck-Institut für Astrophysik in Garching.
Ferguson kehrte im Jahr 2005 in ihre Heimat Schottland zurück und nahm eine Anstellung an der University of Edinburgh an, wo sie im Jahr 2013 als Professorin berufen wurde.